# Ц
Ц, ц (cursiva: Ц, ц), llamada Ce o Tze, es una letra del alfabeto cirílico, vigésimo tercera en el alfabeto ruso. Se parece en algo a una U con esquinas cuadradas y una pequeña cola abajo a la derecha. Presenta el sonido Africativa alveolar sordo /ʦ/, como ts en el inglés ("cats") o el "tsu" japonés (ツ [y en ruso: цу]).

## Orígenes
Se piensa que proviene de la letra hebrea Tsadi (צ) (árabe:Tsad ص), a través de la letra glagolítica Tsi: 

## Uso

### Uso en ruso
Se usa igualmente en palabras de origen eslavo como en extranjerismos. Por ejemplo, sustituyendo a la C latina en latinismos como цирк (circo), центр (centro); y a la Z alemana en germanismos como Плац (Platz), Цинк (Zink).
Palabras rusas que comienzan por ц, como царь (zar), son raras, y casi ninguna de ellas son de origen eslavo (zar misma es proveniente de César).
Una regla significativa de la ortografía rusa es que ц va raramente seguida por ы, con la excepción de la terminación -ы del número plural (танец–танцы) y algunas declinaciones (девица–девицы). Las pocas palabras que incluyen цы en el medio o al comienzo se aprenden de memoria en el colegio: цыган, цыкать, цыпленок, цыпочки, цып-цып, цыц. También pueden encontrarse en textos antiguos algunos casos obsoletos, como цынга (цинга), цыновка (циновка), панцырь (панцирь), etc.

### Sistema numeral cirílico
En la antigüedad, en el sistema numeral cirílico, esta letra tenía el valor numérico 900.

## Tabla de códigos
| Codificación de caracteres | Tipo      | Decimal | Hexadecimal | Octal  | Binario             |
| -------------------------- | --------- | ------- | ----------- | ------ | ------------------- |
| Unicode                    | Mayúscula | 1062    | 0426        | 002046 | 0000 0100 0010 0110 |
| Unicode                    | Minúscula | 1094    | 0446        | 002106 | 0000 0100 0100 0110 |
| ISO 8859-5                 | Mayúscula | 198     | C6          | 306    | 1100 0110           |
| ISO 8859-5                 | Minúscula | 230     | E6          | 346    | 1110 0110           |
| KOI 8                      | Mayúscula | 227     | E3          | 343    | 1110 0011           |
| KOI 8                      | Minúscula | 195     | C3          | 303    | 1100 0011           |
| Windows 1251               | Mayúscula | 214     | D6          | 326    | 1101 0110           |
| Windows 1251               | Minúscula | 246     | F6          | 366    | 1111 0110           |
Sus códigos HTML son: &#1062; o &#x426; para la minúscula y &#1094; o &#x446; para la minúscula.